# Jag ser en sol
Jag ser en sol utkom 1997 och är en samlingsskiva av blandade artister till förmån för Neurologiskt Handikappades Riksförbund (NHR) i Sverige. All vinst gick till NHR:s nyckelpigekampanj.

## Låtlista
1. Kikki Danielsson och Peter Danielson - Jag ser en sol
2. Thor Erics - April
3. Schytts - Allt finns kvar hos dig
4. Wahlströms - Ensamma kvinnors riddare
5. Jagborns - En doft av hav
6. Kikki Danielssons orkester - I mitt hjärta
7. Jagborns - Vän för livet
8. Schytts - Hon följer linjen i sin hand
9. Thor-Erics - Den sommaren då
10. Wahlströms - Våra minnen (I Take the Memories)